# Paço dos Condes de Barcelos

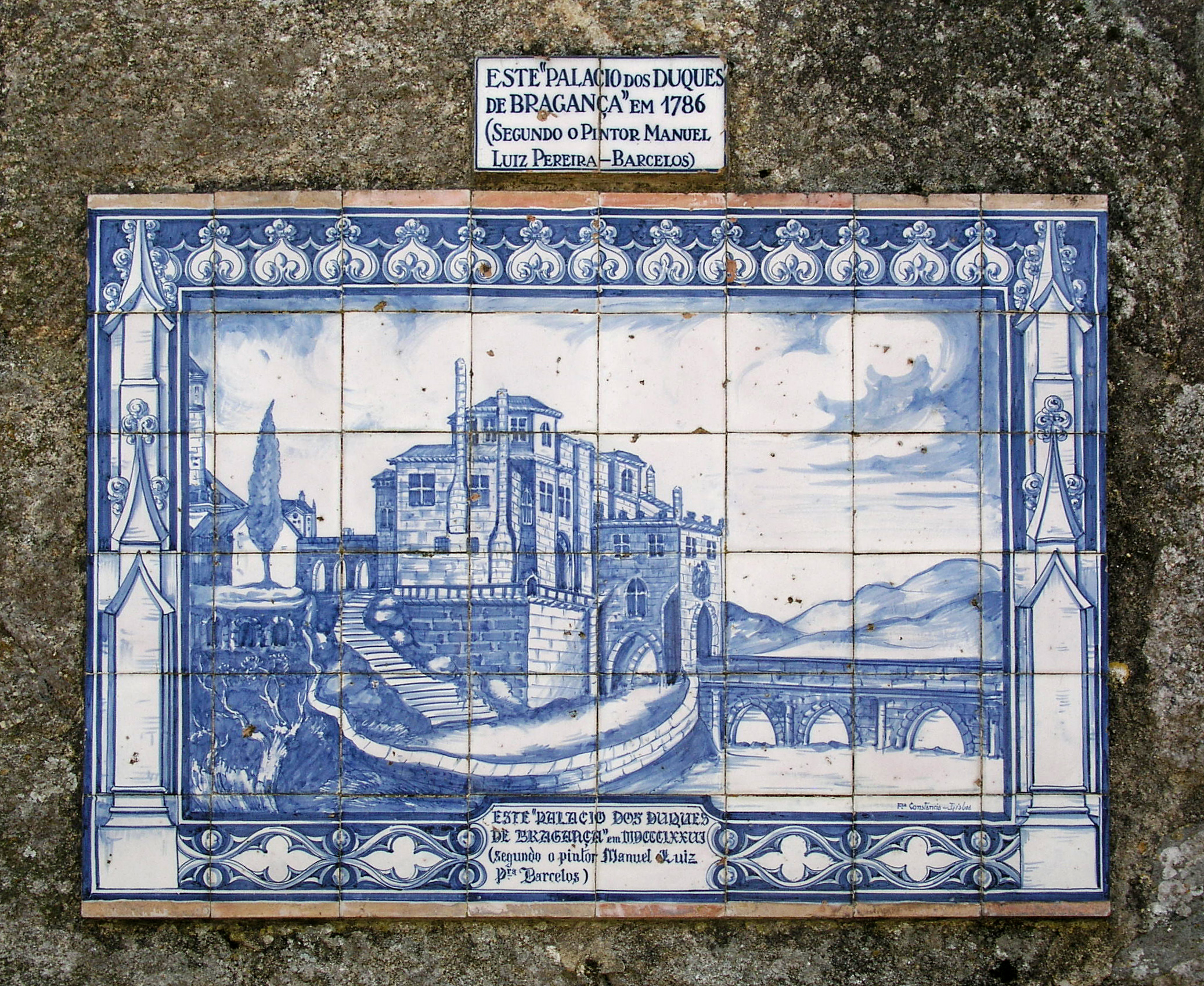
Väggtavla av kakelplattor.

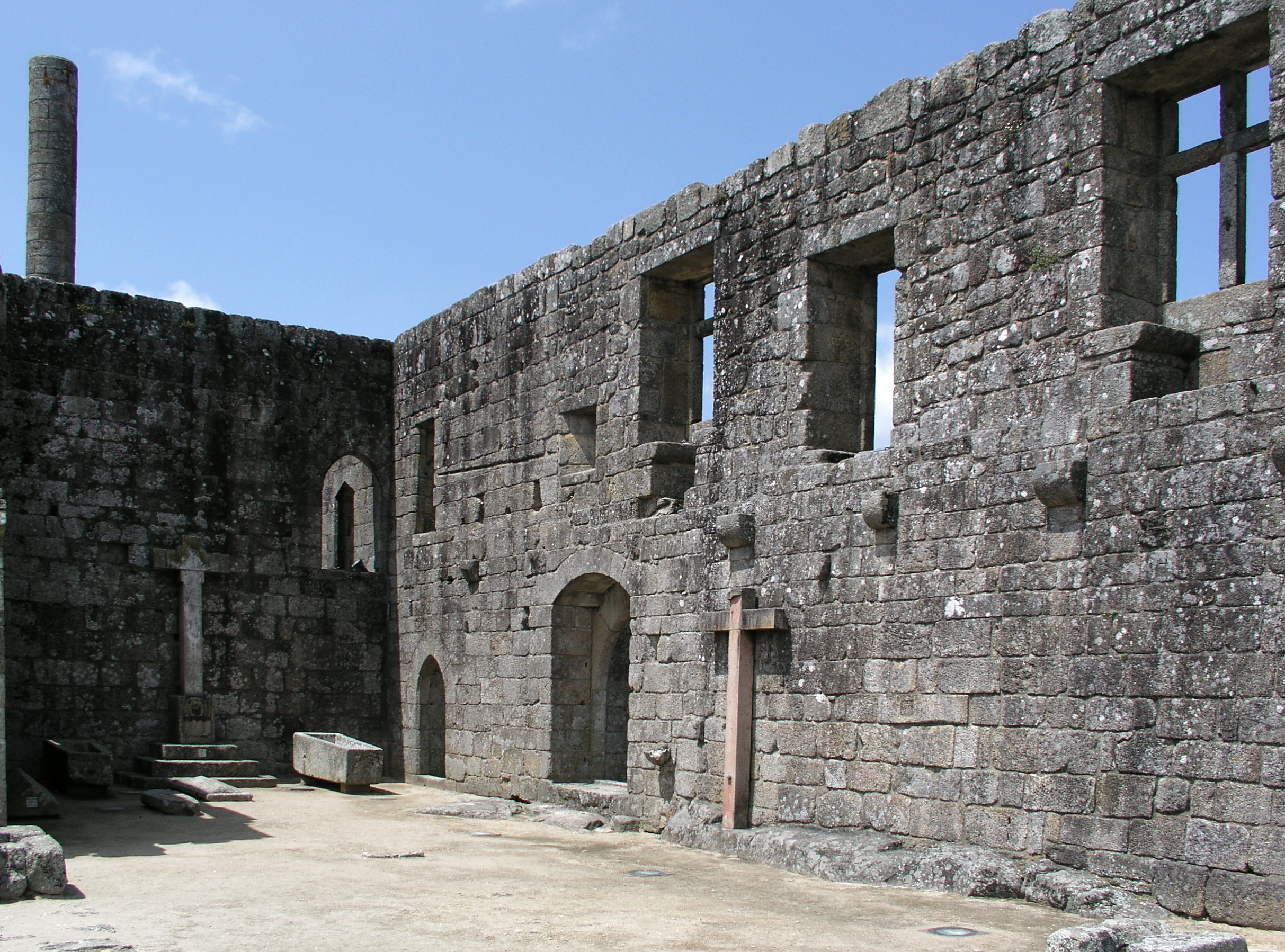
Paço dos condes de Barcelos, Portugal.

Paço dos Condes de Barcelos (eller ”Hertigen av Barcelos palats”), är (resterna av) ett palats som ligger i Barcelos, i Bragadistriktet, i Portugal. Det var ett palats byggt i gotisk stil, men ligger nu i ruiner.
Palatset byggdes under första hälften av 1400-talet av D. Afonso, 8:e greven av Barcelos och 1:e hertig av Braganza.
Av det slottsliknande palatset, återstår bara lite mer än några väggar och en murad skorstensstock. Förstörelsen av byggnaden började i slutet av 1700-talet.
Med sina fyra skorstenar av hög höjd var denna byggnad då den uppfördes den förnämsta i Barcelos. Men av byggnadens torn, som låg mellan bron och skorstenarna finns nu inte längre något kvar. Tornet skadades allvarligt under 1755 års jordbävning och föll slutligen samman 1801. 1872 bestämde kommunen att byggnaden skulle rivas på grund av dess dåliga skick. Rivningen kom dock inte att förverkligas i sin helhet, på grund av olika protester. Det som nu återstår förmår inte längre ge oss en bild av hur storslaget palatset var från början (cirka 32 meter gånger 16 meter).
Idag inryms i slottet Barcelos Arkeologiska museum, som installerades där i början av 1900-talet. Byggnaden klassificerades idag som ett Nationalmonument i Portugal genom dekretet 16-06-1910, DG 136, daterat 23 juni 1910.